# Șabelnîkî, Kobeleakî
Șabelnîkî (în ucraineană Шабельники) este un sat în comuna Kirove din raionul Kobeleakî, regiunea Poltava, Ucraina.

## Demografie
Componența lingvistică a localității Șabelnîkî
     Ucraineană (100%)
Conform recensământului din 2001, toată populația localității Șabelnîkî era vorbitoare de ucraineană (100%).